# Ethel Smyth
Ethel Mary Smyth (ur. 23 kwietnia 1858 w Sidcup, zm. 8 maja 1944 tamże) – brytyjska kompozytorka i sufrażystka. Stworzyła sześć oper, komponowała także muzykę symfoniczną, kameralną i chóralną.

## Życiorys
W 1877 roku podjęła naukę w konserwatorium w Lipsku u Heinricha von Herzogenberga. W roku 1910 stała się członkinią Women's Social and Political Union (WSPU). Skomponowany przez nią w 1911 roku The March of the Women stał się hymnem sufrażystek. Idąc za wezwaniem liderki WSPU Emmeline Pankhurst, wraz z innymi kobietami wybijała kamieniami szyby w oknach polityków przeciwnych przyznaniu kobietom praw wyborczych. Została za to aresztowana i osadzona na dwa miesiące w Holloway Prison. W 1922 roku została odznaczona Orderem Imperium Brytyjskiego.

## Twórczość
Komponowała muzykę orkiestrową, muzykę kameralną, pieśni, utwory chóralne(zob. lista dzieł Ethel Smyth).
Wybrane dzieła:
- Serenade (1890)[3]
- Antony and Cleopatra, uwertura (1890)[3]
- Msza (1893)[3]
- Koncert na skrzypce, róg i orkiestrą (1926)[3]

### Opery
- Fantasio (1898)
- Der Wald(inne języki) (1902)
- The Wreckers(inne języki) (1902–1911)
- The Boatswain's Mate(inne języki) (1916)
- Fête Galante (1923)
- Entente Cordiale (1926)